# Agarakadzor (ort)
Agarakadzor är en ort i Armenien.   Den ligger i provinsen Vajots Dzor, i den sydöstra delen av landet, 90 kilometer sydost om huvudstaden Jerevan. Agarakadzor ligger 1 109 meter över havet och antalet invånare är 1 195.
Terrängen runt Agarakadzor är kuperad åt nordost, men åt sydväst är den bergig. Agarakadzor ligger nere i en dal. Närmaste större samhälle är Yeghegnadzor, 3,7 kilometer nordväst om Agarakadzor. 
Trakten runt Agarakadzor består i huvudsak av gräsmarker. Runt Agarakadzor är det ganska glesbefolkat, med 28 invånare per kvadratkilometer.